# براندت سميث
براندت سميث (بالإنجليزية: Brandt Smith)‏ هو سياسي أمريكي، ولد في 19 أبريل 1959 بألباكركي في الولايات المتحدة. حزبياً، نشط في الحزب الجمهوري. وقد انتخب عضو مجلس نواب أركنساس.

## وصلات خارجية
- الموقع الرسمي